# Sista kontraktet
Sista kontraktet är en svensk film från 1998 med Palmemordet som tema.

## Handling
Roger Nyman (Persbrandt) är en engagerad och envis polis och tvåbarnsfar som i hemlighet värvas till Säkerhetspolisen där han får börja med att utreda ett rutinmässigt tips om en okänd person, som tagit sig in i Sverige under falskt namn. Rogers efterforskningar leder honom på spåren och det verkar som om personen har planer på att mörda Sveriges statsminister på uppdrag av en affärsman som ser ut att konspirera med någon icke angiven säkerhetstjänst i USA. När ryktena kom i svang om innehållet i boken Kontraktet, som var förlaga till filmen, spekulerades det om att den rike affärsmannen, som givit morduppdraget till den sydafrikanske yrkesmördaren Ray Lambert, kunde vara en känd finansman i Sverige. För att rikta misstankarna bort från sig själv lockar Lambert både 33-åringen och en man som liknar Christer Pettersson till platsen för dådet.

## Om filmen
Filmen premiärvisades den 6 mars 1998. Som förlaga har man pseudonymen John W. Grows roman Kontraktet (The Ultimate Contract), som kom ut i svenskspråkig översättning 1997. Både regissören Kjell Sundvall och producenten Börje Hansson påstår att de inte har en aning om vem den personen är.[källa behövs] Boken är heller inte utgiven i England. Filminspelningen var problematisk eftersom tonvis med brev damp ner i regissören Kjell Sundvalls brevlåda från människor som ville dela med sig av sina teorier om mordet. Detta ledde till att ett beslut om att ingen information skulle släppas till pressen om själva inspelningen.

## Rollista i urval
- Mikael Persbrandt – Roger Nyman
- Michael Kitchen – Ray Lambert
- Pernilla August – Nina Nyman
- Reine Brynolfsson – Bosse Ekman
- Bjørn Floberg – Tom Nielsen
- Jacqueline Ramel – Anna
- Cecilia Ljung – Lisa
- Joakim Forslund – Markus Nyman
- Julia Brådhe-Dehnisch – Josefin Nyman
- Agnes Granberg – Sara Nyman
- Johan Lindell – Bernard Lange
- Mathias Henrikson – Peter Bark
- Donald Högberg – Appelqvist
- Per Ragnar – KG
- Paul Birchard – Norris
- Anders Ekborg – Bengt Löfgren
- Leif Andrée – Berg
- Ola Isedal – Karl Larsson
- Stephen Webber – Wilson
- Tshamano Sebe – Ery Sontanga
- Stig Engström – Bartendern
- Johan H:son Kjellgren – Erik Hellberg
- Claudia Galli Concha – Affärsbiträde